# Junction City (Kentucky)
Junction City – miasto w Stanach Zjednoczonych, w stanie Kentucky, w hrabstwie Boyle.